# 254 г. пр.н.е.
254 (двеста петдесет и четвърта) година преди новата ера (пр.н.е.) е година от доюлианския (Помпилийски) римски календар.

## Събития

### В Римската република
- Консули са Гней Корнелий Сципион Азина (за II път) и Авъл Атилий Калатин (за II път).
- Тиберий Корунканий става първият плебей заемал длъжността на понтифекс максимус.
- В Рим е осветен храма на Фидес.[1]
- Продължава Първата пуническа война:
  - Консулите превземат градовете Чефалу и Панорм в Сицилия.[2] Те отказват да влязат в решителен бой с картагенската армия поради страх от нейните слонове.[1]
  - Картагенците се задържат в Дрепана и плячкосват Акраг.[2]

### В Гърция
- Леонид II става цар на Спарта от династията на Агидите.[3]

### В империята на Селевкидите
- Продължава Втората сирийска война между птолемейски Египет и царството на Селевкидите.

## Родени
- Плавт, римски поет на комедии (умрял 184 г. пр.н.е.)